# ウィーンフィル・ニューイヤーコンサート2001
ウィーンフィル・ニューイヤーコンサート2001(ドイツ語: Neujahrskonzert der Wiener Philharmoniker 2001)は、ウィーン・フィルハーモニー管弦楽団による2001年のニューイヤー・コンサート。指揮はニコラウス・アーノンクールが務めた（初登場)。

## 概要
- 2001年のニューイヤー・コンサートの指揮者は、古楽器演奏のパイオニアで学究的なアプローチで知られるニコラウス・アーノンクールが務めた。例年はアンコール止めに演奏されるラデツキー行進曲が第1部の冒頭におかれ、オリジナル版で演奏されている。
- ニコラウス・アーノンクールは学生時代にエキストラのチェロ奏者としてウィーン・フィルで演奏したことがあり、ウィーン・フィルの内部で演奏したことのある音楽家がニューイヤーコンサートを指揮するのは、ウィリー・ボスコフスキー以来22年ぶりのことである。
- 2001年はヨーゼフ・ランナーの生誕200周年にあたり、彼の作品が3曲演奏されている。

## 演奏曲目
★はニューイヤーコンサート初登場の曲

### 第１部
- ラデツキー行進曲 Op.228 (ヨハン・シュトラウス1世)　☆オリジナル版による演奏
- ワルツ「シェーンブルンの人々」Op.200 (ヨーゼフ・ランナー)
- ギャロップ「狩人の喜び」Op.82（ヨーゼフ・ランナー)　　★
- ワルツ「朝の新聞」Op.279 (ヨハン・シュトラウス2世)
- 電磁気のポルカ Op.110（ヨハン・シュトラウス2世）　　★
- ポルカ・シュネル「起電盤」Op.297（ヨハン・シュトラウス2世）

### 第２部
- 喜歌劇「ヴェニスの一夜」序曲（ヨハン・シュトラウス2世）　☆ベルリン版
- 道化師のポルカ Op.48 (ヨーゼフ・シュトラウス)　　★
- ワルツ「オーストリアの村つばめ」Op.164（ヨーゼフ・シュトラウス）
- レントラー「シュタイヤーの踊り」Op.165（ヨーゼフ・ランナー）
- ポルカ・シュネル「観光列車」Op.281（ヨハン・シュトラウス2世）
- ワルツ「もろびと手をとり」Op.443 (ヨハン・シュトラウス2世）
- ポルカ・マズルカ「いたずらな妖精」Op.226（ヨハン・シュトラウス2世）　　★
- ルシファー・ポルカ Op.266 (ヨハン・シュトラウス2世)

### アンコール
- ポルカ・シュネル「憂いもなく」Op.271 (ヨーゼフ・シュトラウス)
- ワルツ「美しく青きドナウ」Op.314 (ヨハン・シュトラウス2世)
- ラデツキー行進曲 Op.228 (ヨハン・シュトラウス1世)

## エピソード
- 第2部最後の曲「ルシファー・ポルカ」では曲名のルシファー＝悪魔の王に因み、曲の終結部で悪魔の仮面をつけたオーボエ奏者が煙の中を立ち上がり、指揮者アーノンクールを差し招いて握手を交わすという、歌劇「ドン・ジョヴァンニ」の地獄落ちを想起させる演出が行われた。

## 備考
- コンサートの模様が完全収録されたおよびCDおよびDVDが､2001年冬にテルデックから発売された。